# Kanton Niort-Ouest
Kanton Niort-Ouest is een voormalig kanton van het Franse departement Deux-Sèvres. Kanton Niort-Ouest maakte deel uit van het arrondissement Niort en telde 26.139 inwoners (1999). Het werd opgeheven bij decreet van 18 februari 2014 met uitwerking op 22 maart 2015.

## Gemeenten
Het kanton Niort-Ouest omvatte de volgende gemeenten:
- Coulon
- Magné
- Niort (deels, hoofdplaats)